# Лаура Сондоре
Лаура Сондоре (латис. Laura Sondore; нар. 29 грудня 1999, Декшареш, Вільянський регіон, Латвія) — латвійська футболістка, захисниця кіпрського клубу «Аріс» (Лімасол) та жіночої збірної Латвії.

## Клубна кар'єра
Народилася в 1999 році. На юнацькому та молодіжному рівні виступала за «Режекнес БЖСС», згодом переведана в першу команду вище вказаному клубі. У команді виступала за 2 сезони, з 2016 по 2018 рік, у Вищому дивізіоні Латвії.
У 2018 році перейшла до «Метти/ЛУ», де виступала протягом одного сезону.
Влітку 2019 року переїхала до Італії, де підписала контракт з клубом Серії C «Торрес».
5 березня 2021 року перейшла до представника групи D Серії C «Кротоне».

## Кар'єра в збірній
У 2014 році почала виступати за дівгчу збірну Латвії (WU-17), зіграла 13 матчів до 2015 року, 6 з яких — у кваліфікації до чемпіонату Європи в Ісландії 2015 та в Білорусі 2016.
У 2016 році перейшла до молодіжної збірної країни (WU-19), взяла участь у 5 відбіркових матчах до чемпіонатів Європи Північної Ірландії 2017 та Швейцарії 2018. Закінчила виступи у 2017 році, зіграла ще 9 матчів.
У футболці національної збірної Латвії дебютувала 28 лютого 2018 року в програному (0:5) Кубку Туреччини в Алалії проти Мексики, замінивши на 81-й хвилині Сандру Войтане.

## Статистика виступів

### Клубна
Станом на 21 березня 2021.
| Сезон             | Команду           | Чемпіонат         | Чемпіонат | Чемпіонат | Нац. кубок | Нац. кубок | Нац. кубок | Конт. кубок | Конт. кубок | Конт. кубок | Інші кубки | Інші кубки | Інші кубки | Загалом | Загалом |
| Сезон             | Команду           | Змаг.             | Матчі     | Голи      | Змаг.      | Матчі      | Голи       | Змаг.       | Матчі       | Голи        | Змаг.      | Матчі      | Голи       | Матчі   | Голи    |
| ----------------- | ----------------- | ----------------- | --------- | --------- | ---------- | ---------- | ---------- | ----------- | ----------- | ----------- | ---------- | ---------- | ---------- | ------- | ------- |
| 2019-2020         | «Торрес»          | C                 | ?         | ?         | КІ-C       | ?          | ?          | -           | -           | -           | -          | -          | -          | ?       | ?       |
| 2020-2021         | «Кротоне»         | C                 | ?         | ?         | -          | -          | -          | -           | -           | -           | -          | -          | -          | ?       | ?       |
| Усього за кар'єру | Усього за кар'єру | Усього за кар'єру | ?         | ?         | -          | -          | -          | -           | -           | -           | -          | -          | -          | ?       | ?       |